# Réflectivité composite

Les zones 1, 2 et 3 sont plus étendues sur le composite que sur le PPI de bas niveau montrant que la réflectivité est plus forte en altitude.

La réflectivité composite, ou maximum de réflectivité, est une image radar dans laquelle chaque point représente la valeur maximale (en DBZ) de la réflectivité dans la colonne d'air sondée par un radar météorologique. Ce produit est appelé Composite reflectivity pour le National Weather Service aux États-Unis et MAXR au Canada. 

## Description
Un radar météorologique sonde séquentiellement sur 360 degrés une série d'angles dans la verticale. La réflectivité sur chacun de ces angles représente le taux de précipitations le long d'un cône qui s'élève en s'éloignant du radar. Chaque angle peut être vu sur une image PPI. Or ce taux varie avec l'altitude et un PPI individuel ne donne pas une idée complète de la structure verticale des précipitations. 
Dans le composite, les intensités les plus élevées parmi celles disponibles sur les différents angles au-dessus de chaque point de l'image seront affichés. C'est un produit radar créé pour comparer la réflectivité à bas niveau avec celle totale dans la colonne d'air afin de repérer certaines caractéristiques des nuages ou artéfacts dans les données radar,.

## Interprétation

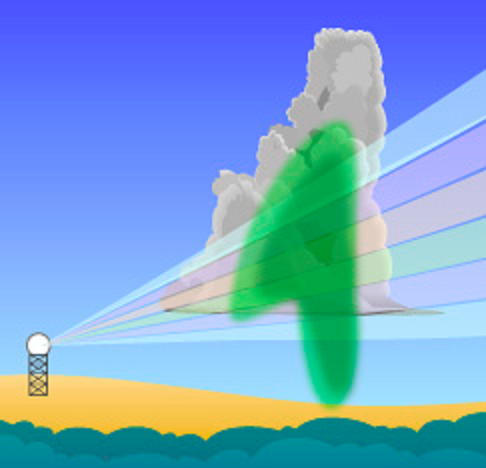
Exemple de structure verticale qui pourrait donner une différence entre le PPI de base et le composite.

En comparant la réflectivité sur l'angle de bas niveau d'un radar météorologique et celle sur le composite, l'utilisateur peut voir celles sur lequel des deux les précipitations sont plus intenses ou plus étendues. Cette comparaison donne un indice que différentes situations sont possibles :
1. Si la réflectivité est la même entre le PPI de base et le composite, cela montre que les précipitations s'intensifient en s'approchant du sol, ce qui est caractéristique des précipitations associés avec des nuages stratiformes qui donnent de la pluie ou de la neige à grande échelle. En effet, les gouttes ou flocons augmentent de diamètre en tombant par capture d'autres hydrométéores, ce qui augmente leur réflectivité[3] ;
2. Si la réflectivité est plus étendue mais relativement faible sur le composite, cela pourrait indiquer la présence de virga. La précipitation (pluie ou neige) venant du nuage n'atteint pas le sol car elle s'évapore dans l'air sec sous-jacent[4]. Ceci est une situation régulière en hiver alors que les flocons de neige peuvent facilement se sublimer dans l'air sec près du sol ;
3. Si la réflectivité est plus intense et étendue sur le composite, cela indique que la réflectivité est plus intense en altitude et qu'il y a de forts courants ascendants dans le nuage. C'est le cas dans un orage où l'air monte si rapidement dans un certain axe vertical qu'il se refroidit moins rapidement que l'environnement et atteint la saturation à une altitude plus élevée que dans le reste du nuage, donnant une zone de précipitations en surplomb. Dans le cas d'un courant ascendant très fort, une voûte d'échos faibles (VÉF), pouvant conduire à des phénomènes météorologiques violents comme la grêle, est repérable par une zone intense et limitée sur le composite, par rapport à peu ou pas de réflectivités sur le PPI de base[5] ;
4. Si la réflectivité est de même étendue mais beaucoup plus intense sur le composite, il est probable qu'il y ait une couche de fonte de la neige en altitude qui donne une bande brillante[6].

Il est important de noter que le composite radar ne donne qu'un indice sur la situation météorologique et que d'autres produits, comme la coupe verticale, et algorithmes radars sont nécessaires pour avoir une compréhension complète.